# Шилонг
Шилонг (хинди: शिलांग, бен: শিলং, енгл. Shillong) је главни град индијске државе Мегхалаја. Налази се у планинама Каси на око 1500 m надморске висине и има 143.007 становника (2011). Управно је седиште дистрикта Источна Каси брда (East Khasi Hills). У граду постоји универзитет, сеизмолошка опсерваторија, фармацеутска индустрија и надбискупија. Од 1874. до 1972. и одвајања државе Мегхалаја од Асама, Шилонг је био главни град Асама. За време монсуна град је изузетно влажан са просечно 468,2 милиметара кишног талога у најкишнијем месецу - јулу. Ова област је позната као рекордер по количини падавина у свету. 